# Títulos do Cruzeiro Esporte Clube

Escudo atual do Cruzeiro Esporte Clube

Esta é uma lista de títulos conquistados pelo Cruzeiro Esporte Clube no Futebol, Futebol Feminino, Futebol Americano, Vôlei, Basquete, Tênis, Jiu-jitsu, Atletismo, Esporte eletrônico, Futsal e Futevôlei. 
No Futebol o Cruzeiro tem 58 Títulos oficiais nos níveis internacional, nacional e regional.
Em nível internacional o Cruzeiro conquistou por duas vezes a Copa Libertadores da América (1976 / 1997) tornando-se bicampeão, conquistou por duas vezes a Supercopa Libertadores (1991 / 1992)  tornando-se bicampeão, conquistou a por uma vez a Copa de Ouro Nicolás Leoz (1995), conquistou a por uma vez a Copa Master da Supercopa (1995) e conquistou por uma vez a Recopa Sul-Americana (1998) sendo ao todo 7 Títulos internacionais oficiais reconhecidos pela CONMEBOL.
Em nível nacional o Cruzeiro conquistou por quatro vezes o Campeonato Brasileiro de Futebol (1966 / 2003 / 2013 e 2014) tornando-se tetracampeão. Conquistou por seis vezes a Copa do Brasil de Futebol (1993 / 1996 / 2000 / 2003 / 2017 e 2018) tornando-se hexacampeão, e em 2018 o primeiro a conquistar a taça por dois anos consecutivos. Com a conquista do hexa o Cruzeiro torna-se o maior campeão da historia da Copa do Brasil. Na soma total de títulos nacionais o Cruzeiro tem 10 Títulos oficiais reconhecidos pela CBF.
No que diz respeito ao somatório de títulos oficiais de abrangência nacional e internacional de clubes brasileiros de futebol (sem contar títulos oficiais de abrangência estadual e regional), em setembro de 2019 o Cruzeiro figurava como segundo colocado, empatado com o Santos FC e SE Palmeiras e ultrapassado somente pelo São Paulo FC, sendo então a única agremiação não-paulista a figurar com mais títulos desta abrangência que um dos quatro grandes clubes paulistas, no caso o SC Corinthians P.
Em nível regional e estadual o Cruzeiro conquistou por duas vezes a Copa Sul-Minas (2001 e 2002) tornando-se bicampeão, conquistou por uma vez a Copa Centro-Oeste (1999) sendo ao todo 3 títulos oficiais reconhecidos. Em nível estadual, o Cruzeiro conquistou por 38 vezes o Campeonato Mineiro sendo um dos maiores campeões..
O Cruzeiro é um clube poliesportivo e, antes mesmo de mudar de nome (quando ainda era Palestra Itália), já se destacava nas quadras de Belo Horizonte com seu time de basquete. Em comemoração ao seu centenário, o time de basquete foi reativado em 2021, e em 2023 foi campeão Brasileiro.
Em 2009, o Cruzeiro firmou uma parceria com a empresa Sada, que já possuía um time de vôlei. Assim, o antigo Sada Betim transformou-se no Sada Cruzeiro. Desde então, essa parceria floresceu, e a equipe de vôlei do Cabuloso tornou-se a maior do Brasil e uma das maiores do mundo. O Sada Cruzeiro conquistou quatro títulos mundiais, ficando a apenas um título de igualar o recorde do Trentino, que foi campeão cinco vezes.
Essa parceria foi tão significativa que, em 2017, expandiu-se para o futebol americano, resultando em um sucesso imediato. O time venceu todas as competições de forma invicta, mas, devido a desavenças internas, a parceria com o Futebol Americano acabou. 
Em 2018, o Cruzeiro formou uma nova parceria com a antiga equipe de Juiz de Fora Imperadores, que passou a se chamar Cruzeiro Imperadores. No entanto, essa colaboração foi breve.  
No ano do centenário, em 2021, o Cruzeiro voltou ao futebol americano, agora com uma nova parceria com a equipe de Betim patrocinada pela Sada. Assim, os Betim Bulldogs tornaram-se o Cruzeiro FA. O time continua ativo até hoje e também compete no Flag Football. 
Em 2021, o Cruzeiro fez sua estreia no tatame ao firmar uma parceria com Sérvio Túlio, tornando-o o primeiro atleta de jiu-jitsu do clube. o atleta alcançou o vice-campeonato brasileiro. Em 2022, o presidente do clube anunciou a contratação de Mário Torquete como mais um representante do Cruzeiro no jiu-jitsu. Ambos os atletas chegaram a disputar o Mundial representando o clube, mas infelizmente não conseguiram vencer, mas ganharam diversas medalhas para o Cruzeiro.
Em 2024 o Cruzeiro começa a sua equipe de Futsal e logo no início já tem levado milhares de Cruzeirenses para o Ginásio. No mesmo ano a associação do Cruzeiro firma uma parceria com Team Bulks para a criação do Cruzeiro Futevôlei.

## Futebol

### Títulos Oficiais
| CONTINENTAIS | CONTINENTAIS                 | CONTINENTAIS | CONTINENTAIS |
| Troféus      | Competição                   | Títulos      | Temporadas   |
| ------------ | ---------------------------- | ------------ | ------------ |
|              | Copa Libertadores da América | 2            | 1976, 1997   |
|              | Supercopa Sul-Americana      | 2            | 1991 e 1992  |
|              | Recopa Sul-Americana         | 1            | 1998         |
|              | Copa Ouro CONMEBOL           | 1            | 1995         |
|              | Conmebol Copa Master         | 1            | 1995         |

| NACIONAIS | NACIONAIS                       | NACIONAIS | NACIONAIS                          |
| Troféus   | Competição                      | Títulos   | Temporadas                         |
| --------- | ------------------------------- | --------- | ---------------------------------- |
|           | Campeonato Brasileiro           | 4         | 1966 , 2003, 2013 e 2014           |
|           | Copa do Brasil                  | 6         | 1993, 1996, 2000, 2003 2017 e 2018 |
|           | Campeonato Brasileiro - Série B | 1         | 2022                               |
|           |                                 |           |                                    |

{| border="2" cellpadding="3" cellspacing="0" style="margin: 1em 1em 1em 0; background: #f9f9f9; border: 1px #aaa solid; border-collapse: collapse; font-size: 90%;"
! colspan="4" style="background: white;" | INTERESTADUAIS
|- bgcolor="#005BAB" align="center"
! width="100"|Troféus
! width="260"|Competição
! width="80"|Títulos
! width="380"|Temporadas
|-
! align="center" rowspan="1" | 
! align="center" rowspan="1" | Copa Sul-Minas
! align="center" rowspan="1" | 2
| rowspan="1" align="center" | 2001 e 2002
|-
! align="center" rowspan="1" | 
! align="center" rowspan="1" | Copa Centro-Oeste
! align="center" rowspan="1" | 1
| rowspan="1" align="center" | 1999
|-
| ESTADUAIS | ESTADUAIS                        | ESTADUAIS | ESTADUAIS |
| Troféus   | Competição                       | Títulos   | Temporadas |
| --------- | -------------------------------- | --------- | --- |
|           | Campeonato Mineiro               | 38        | 1928, 1929, 1930, 1940, 1943, 1944, 1945, 1956, 1959, 1960, 1961, 1965,1966,1967, 1968 , 1969 , 1972, 1973, 1974, 1975, 1977, 1984, 1987, 1990, 1992, 1994, 1996, 1997, 1998, 2003, 2004, 2006, 2008, 2009, 2011, 2014, 2018 e 2019 |
|           | Supercampeonato Mineiro          | 1         | 2002 |
|           | Taça Minas Gerais                | 1         | 1973 |
|           | Copa dos Campeões Mineiros       | 2         | 1991 e 1999 |
|           | Campeonato da Cidade - Liga AMET | 1         | 1926 |
|           | Torneio Início                   | 10        | 1926, 1927, 1929, 1938, 1940, 1941, 1943, 1944, 1948 e 1966 |

| TOTAL   | TOTAL            | TOTAL   | TOTAL                                                                                   |
| Troféus | Competição       | Títulos | Temporadas                                                                              |
| ------- | ---------------- | ------- | --------------------------------------------------------------------------------------- |
|         | Títulos Oficiais | 84      | 01 Mundial 10 Continentais, 13 Nacionais, 56 Estaduais, 03 Interestaduais, 01 Municipal |

## Temporadas
Participações
|  | Participações em 2025 |

| Competição           | Competição                   | Temporadas               | Melhor campanha      | Estreia | Última | P | R |
| Minas Gerais         | Campeonato Mineiro           | 106                      | Campeão (38 vezes)   | 1921    | 2025   |   | – |
|                      | Primeira Liga                | 2                        | Semifinal (2017)     | 2016    | 2017   |   |   |
| Brasil               | Campeonato Brasileiro        | 62                       | Campeão (5 vezes)    | 1960    | 2025   |   | 1 |
| Brasil               | Supercopa do Brasil          | 1                        | Campeão (2026)       | 2026    | 2026   | 1 | – |
| Brasil               | Copa do Brasil               | 29                       | Campeão (6 vezes)    | 1989    | 2025   |   |   |
|                      | Copa Libertadores da América | 19                       | Campeão (1976, 1997) | 1967    | 2019   |   |   |
| Copa Sul-Americana   | 19                           | Campeão (1991, 1992      | 1988                 | 2025    |        |   |   |
| Recopa Sul-Americana | 3                            | Campeão(1992 1998, 2028) | 1991                 | 2028    |        |   |   |
|                      | Mundial/Intercontinental     | 3                        | Campeão (2027)       | 1976    | 2027   |   |   |

Campanhas
| Cruzeiro Esporte Clube          | Cruzeiro Esporte Clube                 | Cruzeiro Esporte Clube           | Cruzeiro Esporte Clube                  | Cruzeiro Esporte Clube |
| Torneio                         | Campeão                                | Vice-campeão                     | Terceiro                                | Quarto                 |
| ------------------------------- | -------------------------------------- | -------------------------------- | --------------------------------------- | ---------------------- |
| Intercontinental                | Não possui                             | 2 (1976, 1997)                   |                                         |                        |
| Copa Libertadores da América    | 2 (1976, 1997)                         | 2 (1977, 2009)                   | 1 (1967)                                |                        |
| Copa Sul-Americana              | 2 (1991, 1992)                         | 3 (1988, 1996, 2024)             |                                         |                        |
| Recopa Sul-Americana            | 1 (1998)                               | 2 (1992, 1993)                   |                                         |                        |
| Supercopa Libertadores          | 2 (1991, 1992)                         | 2 (1988, 1996)                   | 2 (1994, 1995)                          |                        |
| Copa de Ouro Nicolás Leoz       | 1 (1995)                               | Não possui                       | 1 (1993)                                | Não possui             |
| Copa Master                     | 1 (1995)                               | 1 (1992)                         | Não possui                              | Não possui             |
| Copa Mercosul                   | Não possui                             | 1 (1998)                         | Não possui                              | Não possui             |
| Campeonato Brasileiro           | 6 (1966, 1974 2003, 2013, 2014, 2025)  | 5 (1969, 1974, 1975, 1998, 2010) | 6 (1967, 1973, 1989, 1995, 2000 e 2008) | 3 (1968, 1970 e 2009)  |
| Campeonato Brasileiro - Série B | 1 (2022)                               | Não possui                       | Não possui                              | Não possui             |
| Copa do Brasil                  | 6 (1993, 1996, 2000, 2003, 2017, 2018) | 2 (1998, 2014)                   | 2 (2005, 2016)                          | Não possui             |
| Copa dos Campeões               | Não possui                             | 1 (2002)                         | 1 (2001)                                | Não possui             |
| Primeira Liga                   | Não possui                             | Não possui                       | 1 (2017)                                | Não possui             |
| Copa dos Campeões Estaduais     | Não possui                             | Não possui                       | 1 (1967)                                | Não possui             |
| Copa Centro-Oeste               | 1 (1999)                               | Não possui                       | Não possui                              | Não possui             |
| Copa Sul-Minas                  | 2 (2001, 2002)                         | 1 (2000)                         | Não possui                              | Não possui             |
| Campeonato Mineiro              | 38 vezes                               | 27 vezes                         | 20 vezes                                | 2 vezes                |

#### Títulos Torneios Nacionais/Interestaduais
| Torneios Nacionais / Interestaduais | Torneios Nacionais / Interestaduais                   | Torneios Nacionais / Interestaduais | Torneios Nacionais / Interestaduais |
|                                     | Competição                                            | Títulos                             | Temporadas                          |
| Brasil                              | Troféu Osmar Santos (I Turno Campeonato Brasileiro)   | 3                                   | 2013 e 2014                         |
| Brasil                              | Troféu João Saldanha (II Turno Campeonato Brasileiro) | 2                                   | 2009 e 2013                         |
| Brasil                              | Taça Brasil — Zona Sudeste Central                    | 3                                   | 1962, 1966 e 1968                   |
| Brasil                              | Taça Brasil — Zona Sudoeste                           | 1                                   | 1966                                |
| Brasil                              | Taça Brasil — Zona Sul                                | 1                                   | 1966                                |
| Minas Gerais                        | Taça Alexandre Queiroz de Oliveira                    | 1                                   | 2012                                |
| Minas Gerais · Rio Grande do Sul    | Troféu Wilson Piazza                                  | 1                                   | 1993                                |
| Minas Gerais                        | Torneio Juiz de Fora                                  | 1                                   | 1985                                |
| Bahia                               | Torneio do Governador                                 | 1                                   | 1971                                |
| Minas Gerais                        | Torneio do Bispo                                      | 1                                   | 1965                                |
| Minas Gerais                        | Torneio Mário Coutinho                                | 1                                   | 1965                                |
| Minas Gerais                        | Torneio de Barbacena                                  | 2                                   | 1964 e 1965                         |
| Distrito Federal (Brasil)           | Torneio Guilherme de Oliveira                         | 1                                   | 1964                                |
| Minas Gerais                        | Torneio Afonso Rabelo                                 | 1                                   | 1961                                |
| Minas Gerais                        | Torneio de Ponte Nova                                 | 1                                   | 1954                                |
| Minas Gerais                        | Torneio Minotti Mucelli                               | 1                                   | 1952                                |
| Minas Gerais                        | Torneio Otacílio Negrão de Lima                       | 1                                   | 1936                                |
| Minas Gerais                        | Torneio Imprensa                                      | 1                                   | 1927                                |
| Minas Gerais                        | Torneio Dante Alighieri                               | 1                                   | 1921                                |
| ----------------------------------- | ----------------------------------------------------- | ----------------------------------- | ----------------------------------- |

Torneio Natalino Triginelli 1965
Torneio Cidade Fortaleza/CE. 1978

## Categorias de base

### Futebol Sub-20
| INTERNACIONAIS | INTERNACIONAIS                                  | INTERNACIONAIS | INTERNACIONAIS                                                                                        |
|                | Competição                                      | Títulos        | Temporadas                                                                                            |
| -------------- | ----------------------------------------------- | -------------- | --- |
| Japão          | SBS Cup International Youth Soccer              | 1              | 1998                                                                                                  |
| Países Baixos  | Torneio de Terborg                              | 6              | 2000, 2003, 2011, 2012, 2013 e 2014                                                                   |
| Países Baixos  | Torneio Ado Den Haag                            | 3              | 2006, 2007 e 2011                                                                                     |
| Países Baixos  | Copa Amsterdam                                  | 3              | 2006, 2008 e 2012                                                                                     |
| Países Baixos  | Torneio de Haia                                 | 1              | 2006                                                                                                  |
| Estados Unidos | Dallas Cup                                      | 1              | 2010                                                                                                  |
| Áustria        | Franz Josef Cup                                 | 1              | 2015                                                                                                  |
| NACIONAIS      |                                                 |                | |
|                | Competição                                      | Títulos        | Temporadas                                                                                            |
| Brasil         | Campeonato Brasileiro                           | 4              | 2007, 2010, 2012 e 2017                                                                               |
| Brasil         | Copa do Brasil                                  | 1              | 2023                                                                                                  |
| Brasil         | Supercopa do Brasil                             | 1              | 2017                                                                                                  |
| São Paulo      | Copa São Paulo de Futebol Júnior                | 1              | 2007                                                                                                  |
| Minas Gerais   | Taça Belo Horizonte de Juniores                 | 5              | 1985, 1993, 1995, 2001 e 2004                                                                         |
| Paraná         | Taça Londrina                                   | 1              | 1998                                                                                                  |
| Minas Gerais   | Torneio Quadrangular Sub-20 de São João Del Rei | 1              | 2017                                                                                                  |
| ESTADUAIS      |                                                 |                | |
|                | Competição                                      | Títulos        | Temporadas                                                                                            |
| Minas Gerais   | Campeonato Mineiro Júnior                       | 17             | 1943, 1944, 1950, 1964, 1966, 1968, 1971, 1981, 1983, 1999, 2001, 2011, 2013, 2014, 2015, 2016 e 2018 |
| Minas Gerais   | Taça Minas Gerais                               | 2              | 1999 e 2000                                                                                           |
| Minas Gerais   | Copa Integração                                 | 3              | 2004, 2006 e 2010                                                                                     |
| Minas Gerais   | Supercopa Minas Gerais                          | 1              | 1993                                                                                                  |
| Minas Gerais   | Torneio Nossa Senhora do Pilar                  | 1              | 2004                                                                                                  |
| Minas Gerais   | Torneio Gilberto Santana                        | 1              | 1995 e 1996                                                                                           |

### Futebol Sub-17
| INTERNACIONAIS | INTERNACIONAIS                                    | INTERNACIONAIS | INTERNACIONAIS |
|                | Competição                                        | Títulos        | Temporadas |
| -------------- | ------------------------------------------------- | -------------- | --- |
| Chile          | Mundialito de Clubes (Chile)                      | 1              | 1997 |
| Itália         | Torneio Internacional Cidade de Gradisca (Itália) | 2              | 1999 e 2002 |
| Brasil         | Copa Santiago de Futebol Juvenil (Santiago-RS)    | 2              | 2002 e 2004 |
| México         | Copa Chivas                                       | 1              | 2003 |
| Brasil         | Copa Promissão-SP                                 | 5              | 2004, 2005, 2006, 2010 e 2014 |
| Suécia         | Gothia Cup                                        | 2              | 2008 e 2011 |
| Estados Unidos | IMG Cup                                           | 1              | 2013 |
| Japão          | J-League Challenge Cup                            | 1              | 2017 |
| NACIONAIS      |                                                   |                | |
|                | Competição                                        | Títulos        | Temporadas |
| Brasil         | Copa do Brasil (Sub-17)                           | 1              | 2011 |
| Paraná         | Copa Curitiba                                     | 1              | 2002 |
| Mato Grosso    | Copa Cuiabá                                       | 1              | 1998 |
| Minas Gerais   | Taça Cidade de Passos-MG                          | 1              | 1999 |
| Minas Gerais   | Copa Patos de Minas                               | 1              | 1995 |
| Rio de Janeiro | Copa Macaé                                        | 2              | 2007 e 2008 |
| ESTADUAIS      |                                                   |                | |
|                | Competição                                        | Títulos        | Temporadas |
| Minas Gerais   | Campeonato Mineiro Juvenil                        | 26             | 1965, 1966, 1968, 1971, 1973, 1976, 1977, 1978, 1979, 1980, 1981, 1982, 1984, 1986, 1989, 1990, 1996, 1998, 1999, 2000, 2004, 2007, 2008, 2009, 2010 e 2015. |
| Minas Gerais   | Taça Minas Gerais                                 | 5              | 1998, 1999, 2000, 2001 e 2002 |
| Minas Gerais   | Copa Integração                                   | 6              | 2003, 2004, 2005, 2007, 2008 e 2009 |

### Futebol Sub-15
| INTERNACIONAIS | INTERNACIONAIS                     | INTERNACIONAIS | INTERNACIONAIS                                                                      |
|                | Competição                         | Títulos        | Temporadas                                                                          |
| -------------- | ---------------------------------- | -------------- | ----------------------------------------------------------------------------------- |
| Chile          | Supercopa Internacional Infantil   | 1              | 1999                                                                                |
| Brasil         | Youth Cup (Brasil)                 | 4              | 2006, 2007, 2008 e 2010                                                             |
| Brasil         | Copa da Amizade Brasil-Japão       | 1              | 2008                                                                                |
| Estados Unidos | Torneio Mega                       | 3              | 1999, 2000 e 2005                                                                   |
| NACIONAIS      |                                    |                |                                                                                     |
|                | Competição                         | Títulos        | Temporadas                                                                          |
| São Paulo      | Copa Brasil (Votorantim)           | 3              | 2002, 2005 e 2006                                                                   |
| Paraná         | Copa Brasil (Londrina)             | 1              | 2006                                                                                |
| Bahia          | Salvador Cup                       | 1              | 2015                                                                                |
|                | Copa A Gazetinha                   | 1              | 2002                                                                                |
| São Paulo      | Copa Brasil (Laranjal Paulista-SP) | 1              | 2001                                                                                |
| Brasil         | Brasil Cup                         | 1              | 2001                                                                                |
| Brasil         | Copa Brasil Soccer                 | 1              | 2001                                                                                |
| Minas Gerais   | Torneio de Campos Altos-MG         | 1              | 1996                                                                                |
| ESTADUAIS      |                                    |                |                                                                                     |
|                | Competição                         | Títulos        | Temporadas                                                                          |
| Minas Gerais   | Campeonato Mineiro Infantil        | 15             | 1975, 1976, 1979, 1982, 1998, 1999, 2000, 2002, 2005, 2006, 2014, 2016, 2017 e 2018 |
| Minas Gerais   | Taça Minas Gerais                  | 6              | 1995, 1998, 1999, 2000, 2001 e 2002                                                 |
| Minas Gerais   | Copa Integração                    | 5              | 2004, 2006, 2007, 2008 e 2009                                                       |

### Futebol Sub-13
| INTERNACIONAIS | INTERNACIONAIS           | INTERNACIONAIS | INTERNACIONAIS |
|                | Competição               | Títulos        | Temporadas     |
| -------------- | ------------------------ | -------------- | -------------- |
|                | Efipan                   | 1              | 2000           |
| ESTADUAIS      |                          |                |                |
| Minas Gerais   | Campeonato Mineiro Mirim | 1              | 2006           |

## Vôlei

### Time Principal
| HONRARIAS | HONRARIAS       | HONRARIAS | HONRARIAS                             |
|           | Competição      | Títulos   | Temporadas                            |
| --------- | --------------- | --------- | ------------------------------------- |
|           | Sêxtupla Coroa  | 1         | 2015-16                               |
|           | Quíntupla Coroa | 4         | 2013-14, 2016-17, 2017-2018 e 2021-22 |
|           | Tríplice Coroa  | 3         | 2011-12, 2014-15 e 2023-24            |

| MUNDIAIS                | MUNDIAIS                                    | MUNDIAIS | MUNDIAIS                                                                                        |
|                         | Competição                                  | Títulos  | Temporadas                                                                                      |
| ----------------------- | ------------------------------------------- | -------- | ----------------------------------------------------------------------------------------------- |
|                         | Campeonato Mundial de Clubes de Voleibol    | 5        | 2013, 2015, 2016, 2021 e 2024                                                                   |
| INTERCONTINENTAIS       |                                             |          |                                                                                                 |
|                         | Competição                                  | Títulos  | Temporadas                                                                                      |
| Estados Unidos          | Torneio Internacional de Voleibol de Irvine | 3        | 2010, 2011 e 2014                                                                               |
| CONTINENTAIS            |                                             |          |                                                                                                 |
|                         | Competição                                  | Títulos  | Temporadas                                                                                      |
|                         | Campeonato Sul-Americano de Voleibol        | 11       | 2012, 2014, 2016, 2017, 2018, 2019, 2020, 2022, 2023, 2024 e 2025                               |
| NACIONAIS               |                                             |          |                                                                                                 |
|                         | Competição                                  | Títulos  | Temporadas                                                                                      |
| Brasil                  | Superliga - Série A                         | 8        | 2011-12, 2013-14, 2014-15, 2015-16, 2016-17, 2017-18, 2021-22, 2022-23                          |
| Brasil                  | Copa Brasil de Voleibol                     | 8        | 2014, 2016, 2018, 2019, 2020, 2021, 2023 e 2024                                                 |
| Brasil                  | Supercopa Brasileira                        | 6        | 2015, 2016, 2017, 2021, 2022 e 2024                                                             |
| Brasil                  | Superliga - Série B                         | 1        | 2014-15                                                                                         |
| ESTADUAIS               |                                             |          |                                                                                                 |
|                         | Competição                                  | Títulos  | Temporadas                                                                                      |
| Minas Gerais            | Campeonato Mineiro de Voleibol              | 16       | 2008, 2010, 2011, 2012, 2013, 2014, 2015, 2016, 2017, 2018, 2019, 2020, 2021, 2022, 2023 e 2024 |
| OUTROS                  |                                             |          |                                                                                                 |
|                         | Competição                                  | Títulos  | Temporadas                                                                                      |
| Santa Catarina          | Copa Santa Catarina                         | 1        | 2009-10                                                                                         |
| Rio Grande do Sul       | Copa Bento                                  | 2        | 2007-08 e 2008-09                                                                               |
| Espírito Santo (estado) | Taça Cidade Vitória                         | 1        | 2006-07                                                                                         |

### Categorias de Base

#### Juvenil
(Atletas com 16 e 17 anos)
| NACIONAIS      | NACIONAIS                             | NACIONAIS | NACIONAIS               |
|                | Competição                            | Títulos   | Temporadas              |
| -------------- | ------------------------------------- | --------- | ----------------------- |
| Paraná         | Taça Paraná                           | 1         | 2013                    |
| Rio de Janeiro | Copa Cidade Maravilhosa               | 1         | 2015                    |
| São Paulo      | Torneio Quadrangular de Piracicaba    | 1         | 2016                    |
| ESTADUAIS      |                                       |           |                         |
|                | Competição                            | Títulos   | Temporadas              |
| Minas Gerais   | Campeonato Mineiro                    | 3         | 2013, 2014 e 2015       |
| Minas Gerais   | Jogos de Minas (JIMI - Fase Estadual) | 1         | 2014                    |
| REGIONAIS      |                                       |           |                         |
|                | Competição                            | Títulos   | Temporadas              |
| Minas Gerais   | Campeonato Metropolitano              | 4         | 2010, 2012, 2013 e 2014 |
| Minas Gerais   | Jogos de Minas (JIMI - Fase Regional) | 1         | 2014                    |

### Infanto-Juvenil
(Atletas com 15 anos)
| INTERESTADUAIS | INTERESTADUAIS             | INTERESTADUAIS | INTERESTADUAIS    |
|                | Competição                 | Títulos        | Temporadas        |
| -------------- | -------------------------- | -------------- | ----------------- |
|                | Copa Sul-Minas de Voleibol | 1              | 2012              |
| ESTADUAIS      |                            |                |                   |
|                | Competição                 | Títulos        | Temporadas        |
| Minas Gerais   | Campeonato Mineiro Sub-15  | 1              | 2015              |
| Minas Gerais   | Campeonato Mineiro Sub-16  | 1              | 2015              |
| Minas Gerais   | Copa Minas                 | 1              | 2014              |
| REGIONAIS      |                            |                |                   |
|                | Competição                 | Títulos        | Temporadas        |
| Minas Gerais   | Copa Olympico Club         | 1              | 2013              |
| Minas Gerais   | Copa Adolfo Guilherme      | 1              | 2013              |
| Minas Gerais   | Campeonato Metropolitano   | 3              | 2012, 2014 e 2015 |
| Minas Gerais   | Copa Sesc de Voleibol      | 1              | 2012              |

## Futebol Americano
Atualizado:02/07/24
| NACIONAIS    | NACIONAIS        | NACIONAIS | NACIONAIS  |
|              | Competição       | Títulos   | Temporadas |
| ------------ | ---------------- | --------- | ---------- |
| Brasil       | Brasil Bowl VIII | 1         | 2017       |
| ESTADUAIS    |                  |           |            |
|              | Competição       | Títulos   | Temporadas |
| Minas Gerais | Copa Minas       | 1         | 2017       |
| Minas Gerais | Gerais Bowl      | 1         | 2022       |

 Campeão Invicto

## Futebol Feminino
| ESTADUAIS    | ESTADUAIS          | ESTADUAIS | ESTADUAIS        |
|              | Competição         | Títulos   | Temporadas       |
| ------------ | ------------------ | --------- | ---------------- |
| Minas Gerais | Campeonato Mineiro | 3         | 2019, 2023, 2024 |

## Basquete
| INTERNACIONAIS | INTERNACIONAIS     | INTERNACIONAIS | INTERNACIONAIS |
|                | Competição         | Títulos        | Temporadas     |
| -------------- | ------------------ | -------------- | -------------- |
|                | copa Sul Americana | 1              | 2024           |
| NACIONAIS      |                    |                |                |
|                | Competição         | Títulos        | Temporadas     |
| Brasil         | Brasileiro da CBB  | 1              | 2023           |
| ESTADUAIS      |                    |                |                |
|                | Competição         | Títulos        | Temporadas     |
| Minas Gerais   | Torneio da Cidade  | 1              | 1932           |
| Minas Gerais   | A Gazeta Esportiva | 1              | 1950           |

## Jiu Jitsu
| TORNEIOS    | TORNEIOS                        | TORNEIOS | TORNEIOS    |
|             | Competição                      | Títulos  | ANO         |
| ----------- | ------------------------------- | -------- | ----------- |
| Brasil      | Copa King                       | 1        | 2021        |
| Mato Grosso | Estadual Mato Grosso            | 2        | 2022 e 2023 |
| Brasil      | Betim International Open        | 2        | 2022 e 2023 |
| Brasil      | Floripa Fall International Open | 1        | 2023        |
| Brasil      | Curitiba Summer Open            | 1        | 2023        |
| Brasil      | Floripa Fall International Open | 1        | 2023        |
| Brasil      | Vice Campeão Brasileiro         | 1        | 2022        |
| Brasil      | Vice campeão BJJ clubes         | 1        | 2024        |

## eSports
Atualizado:02/07/24
| FUTEBOL   | FUTEBOL                | FUTEBOL | FUTEBOL     |
|           | Competição             | Títulos | ANO         |
| --------- | ---------------------- | ------- | ----------- |
| Brasil    | e-Brasileirão          | 2       | 2017 e 2018 |
| Brasil    | Fifeiros Cup           | 1       | 2021        |
|           | Sul Americano          | 1       | 2021        |
| Brasil    | Supercopa Nacional     | 1       | 2021        |
|           | Torneio TNT Sports     | 1       | 2021        |
| Brasil    | Liga Master            | 1       | 2021        |
| CSGO      |                        |         |             |
|           | Competição             | Títulos | ANO         |
| Brasil    | Esea Winter Cash Cup   | 1       | 2022        |
| Brasil    | Liga Ascension Gamdias | 1       | 2022        |
| VALORANT  |                        |         |             |
|           | Competição             | Títulos | ANO         |
| Brasil    | Valorant Nebula        | 1       | 2021        |
| WILD RIFT |                        |         |             |
|           | Competição             | Títulos | ANO         |
| Brasil    | Liga de acesso NWA     | 1       | 2021        |

## Boliche
Atualizado:30/10/11
| ESTADUAIS | ESTADUAIS             | ESTADUAIS | ESTADUAIS         |
|           | Competição            | Títulos   | Temporadas        |
| --------- | --------------------- | --------- | ----------------- |
| Brasil    | Campeonato Brasileiro | 3         | 1993, 2002 e 2003 |

## Bocha
Atualizado:30/10/11
| NACIONAIS    | NACIONAIS                                    | NACIONAIS | NACIONAIS                                       |
|              | Competição                                   | Títulos   | Temporadas                                      |
| ------------ | -------------------------------------------- | --------- | ----------------------------------------------- |
| Brasil       | Campeonato Brasileiro                        | 1         | 2000                                            |
| Brasil       | Torneio Interestadual de Clubes              | 1         | 1999                                            |
| Brasil       | Torneio Interestadual Masculino e Feminino   | 1         | 2004                                            |
| ESTADUAIS    |                                              |           |                                                 |
|              | Competição                                   | Títulos   | Temporadas                                      |
| Minas Gerais | Campeonato Mineiro (Individual)              | 3         | 1997, 1998 e 2011                               |
| Minas Gerais | Campeonato Mineiro (Dupla)                   | 2         | 1997, e 1998                                    |
| Minas Gerais | Campeonato Mineiro (Trio)                    | 3         | 1997, 1998 e 2011                               |
| Minas Gerais | Campeonato Mineiro (Equipe)                  | 8         | 1997, 1998, 2000, 2002, 2004, 2005, 2006 e 2011 |
| Minas Gerais | Copa Citadino de Belo Horizonte (Individual) | 5         | 1997, 1998, 1999, 2000 e 2001                   |
| Minas Gerais | Copa Citadino de Belo Horizonte (Dupla)      | 5         | 1997, 1998, 1999, 2000 e 2001                   |
| Minas Gerais | Copa Citadino de Belo Horizonte (Trio)       | 6         | 1997, 1998, 1999, 2000, 2001 e 2002             |
| Minas Gerais | Copa Citadino de Belo Horizonte (Equipe)     | 6         | 1997, 1998, 1999, 2000, 2001 e 2002             |
| Minas Gerais | Taça Inconfidência                           | 6         | 1997, 1998, 1999, 2002, 2005 e 2006             |
| Minas Gerais | Taça Juiz de Fora                            | 2         | 1997 e 1998                                     |
| Minas Gerais | Torneio Aniversário da A.A.B.B.              | 1         | 2005                                            |

## Tênis
Atualizado:07/04/17
| 2017    | 2017                             | 2017    | 2017          |
|         | Competição                       | Títulos | Atleta        |
| ------- | -------------------------------- | ------- | ------------- |
| Turquia | Campeão do Future da Turquia F8  | 1       | Pedro Bernard |
| 2016    |                                  |         |               |
|         | Competição                       | Títulos | Atleta        |
| Egito   | Campeão do Future da Turquia F23 | 1       | Pedro Bernard |
| Egito   | Campeão do Future da Turquia F21 | 1       | Pedro Bernard |
| Turquia | Campeão do Future da Turquia F23 | 1       | Pedro Bernard |
| Turquia | Campeão do Future da Turquia F22 | 1       | Pedro Bernard |
| Turquia | Campeão do Future da Turquia F21 | 1       | Pedro Bernard |

## Atletismo
Atualizado:30/10/11
| 2011                      | 2011                                                                                         |
|                           | Competição                                                                                   |
| Minas Gerais              | Campão da 1ª Corrida 10 Km, em Varginha-MG                                                   |
| Minas Gerais              | Campeão dos 05 Km da Corrida da PMMG, em Patos de Minas-MG                                   |
| Minas Gerais              | Campeão dos 10 Km da Corrida da PMMG, em Patos de Minas-MG                                   |
| Rio Grande do Sul         | Campeão da 10ª Etapa do Circuito Internacional Caixa, em Porto Alegre-RS                     |
| São Paulo                 | Campeão da 8ª Etapa Internacional do Circuito Caixa, em São Paulo-SP                         |
| Minas Gerais              | Campeão do 3º Circuito de Corrida de Rua, em São Gonçalo do Rio Abaixo-MG                    |
| Minas Gerais              | Campeão da 2ª Meia Maratona Internacional de Belo Horizonte-MG                               |
| Minas Gerais              | Campeão da 14ª Corrida Olegário Teixeira Dias, em Bom Jesus do Amparo-MG                     |
| Minas Gerais              | Campeão dos 5 e 10 Mil Metros Rasos do Campeonato Sub-23, em Belo Horizonte-MG               |
| Minas Gerais              | Campeão da Corrida Ragga Nigth Run, em Belo Horizonte                                        |
| Minas Gerais              | Campeão da 2ª Etapa dos 6 Km do Circuito das Águas, em Lagoa Santa-MG                        |
| Minas Gerais              | Campeão da 2ª Etapa do Circuito Caixa, em Belo Horizonte-MG                                  |
| Minas Gerais              | Campeão da Corrida da PMMG, em Belo Horizonte-MG                                             |
| Minas Gerais              | Campeão do 5º Desafio D. Pedro II, em Conselheiro Lafaiete-MG                                |
| Minas Gerais              | Campeão da 5ª Corrida Rústica Senhor do Bonfim, em Bocaiúva-MG                               |
| Minas Gerais              | Equipe Campeã do Revezamento 30 Km do Fogo Terra, em Belo Horizonte-MG                       |
| Minas Gerais              | Campeão do Primeiro Circuito BH Show, em Belo Horizonte                                      |
| São Paulo                 | Campeão da Corrida Internacional Maria Zeferina Baldaia, em Sertãozinho-SP                   |
| Minas Gerais              | Campeão da 29ª Corrida Piramon, de João Molevade-MG a Rio Piracicaba-MG                      |
| Minas Gerais              | Campeão da Corrida Contra às Drogas, em Pedra Bonita-MG                                      |
| Rio de Janeiro            | Campeão da 1ª Corrida Internacional Desafio da Paz, no Rio de Janeiro-RJ                     |
| Colômbia                  | Campeão da 1ª Corrida Internacional de Tolima, na Colômbia                                   |
| São Paulo                 | Campeão da 2ª Corrida Internacional da Campari, em Sorocaba-SP                               |
| Minas Gerais              | Campeão da 6ª Corrida Internacional João César de Oliveira, em Contagem-MG                   |
| Rio Grande do Sul         | Campeão da 28ª Maratona Internacional de Porto Alegre, em Porto Alegre-RS                    |
| Minas Gerais              | Campeão da 2ª Etapa do Circuito Caixa, em Belo Horizonte-MG                                  |
| São Paulo                 | Campeão da 2ª Etapa do Campeonato Santista, em Santos-SP                                     |
| Minas Gerais              | Campeão da 1ª Corrida do Bairro Santa Tereza, em Belo Horizonte                              |
| Bahia                     | Campeão da Meia Maratona Juazeiro, em Juazeiro-BA                                            |
| Minas Gerais              | Campeão da Corrida Aniversário de Ipatinga                                                   |
| Minas Gerais              | Campeão da Corrida do Trabalhador, em São Gonçalo do Pará                                    |
| Brasil                    | Campeão da Corrida Internacional do Trabalhor Maria Zeferina Baldaia                         |
| Minas Gerais              | Campeão da 29ª Corrida Piramon, de João Monlevade a Rio Piracicaba MG                        |
| Minas Gerais              | Campeão da Corrida do Trabalhador, em Nova Serrana-MG                                        |
| Ceará                     | Campeão da Corrida Farmácia Pague Menos, em Fortaleza-CE                                     |
| Minas Gerais              | Campeão da Corrida Aniversário de Ipatinga                                                   |
| São Paulo                 | Hexa Campeão Individual da 64ª Corrida Internacional de Aleluia de São Roque                 |
| São Paulo                 | Tri-Campeão da 5ª Maratona de Revezamento de Brasília                                        |
| Minas Gerais              | Campeão da 4ª Meia Maratona Internacional da Linha Verde, em Belo Horizonte                  |
| Minas Gerais              | Campeão da 27ª Corrida da Ressaca, em Mariana                                                |
| Minas Gerais              | Campeão dos 10km do Circuito das Estações Adidas, etapa de Belo Horizonte                    |
| Minas Gerais              | Campeão da Corrida do Sol Etapa Belo Horizonte                                               |
| Minas Gerais              | Campeão da Corrida São Sebastião de Papagaio                                                 |
| Minas Gerais              | Campeão da 29ª Volta ao Cristo Internacional de Poços de Caldas                              |
| Minas Gerais              | 1ª, 2ª, 3ª e 4ª Colocação do 1º Desafio das Torcidas com os Atletas                          |
| Rio Grande do Sul         | Tricampeão da 18ª Super Maratona do Rio Grande–RS                                            |
| Minas Gerais              | Campeão 14,1km de Carbonita-MG                                                               |
| Minas Gerais              | Campeão do Primeiro Circuito das Águas em Lagoa Santa                                        |
| Minas Gerais              | Campeão, 2ª e 3ª Colocação na Corrida 10km da Cemig Energia Vital                            |
| Minas Gerais              | Campeão da Corrida 5km da Cemig Energia Vital                                                |
| Minas Gerais              | Campeão, 2ª e 3ª Colocação nos 10km da Corrida da Adidas                                     |
| Minas Gerais              | Campeão dos 5 Km da Corrida da Adidas                                                        |
| Minas Gerais              | Campeão da 17ª Corrida Nacional de Itaguara                                                  |
| 2010                      | 2010                                                                                         |
|                           | Competição                                                                                   |
| Brasil                    | Campeão por Antecipação do Circuito Caixa                                                    |
| Minas Gerais              | Campeão da 1ª Corrida do CVRD de Mariana                                                     |
| Pernambuco                | Campeão e Vice da 1ª Maratona Internacional Maurício de Nassau de Recife-PE                  |
| Minas Gerais              | Três primeiros colocados na 2ª Corrida do Circuito Saúde em Governador Valadares             |
| Santa Catarina            | Campeão da 3ª Meia Maratona de Pomerode-SC                                                   |
| Minas Gerais              | Campeão dos 10 Km do Circuito Athenas de BH                                                  |
| São Paulo                 | Campeão da 7ª Corrida Santos Dumont da Aeronáutica da Cidade de São Paulo                    |
| Paraná                    | Campeão da 8ª Etapa Internacional do Circuito Caixa na cidade de Curitiba                    |
| Minas Gerais              | Campeão do 2º Circuito de Corrida de Rua da Cidade de São Gonçalo do Rio Abaixo              |
| Minas Gerais              | Campeão e vice da 1ª Meia Maratona Internacional de São Domingos, em Araxá                   |
| Paraná                    | Campeão da 4ª Maratona Internacional de Foz do Iguaçu                                        |
| Bahia                     | Campeão da 4ª Volta Internacional da Ilha de Vitória                                         |
| Minas Gerais              | Campeão da Corrida da Primavera de Ipatinga                                                  |
| Minas Gerais              | Campeão da Corrida Aniversário de Oliveira                                                   |
| Minas Gerais              | Campeão da 5ª Corrida Internacional da Unicep de São Carlos                                  |
| Minas Gerais              | Campeão da 1ª Corrida da Inconfidência de Itabirito                                          |
| Bahia                     | Campeão da Meia Maratona Iguatemi de Salvador                                                |
| Rio Grande do Norte       | Campeão e Vice da Meia Maratona de Natal                                                     |
| Minas Gerais              | Campeão da Corrida 5 anos da UFVJM                                                           |
| Rio de Janeiro            | Primeiro Brasileiro e Segundo Lugar Geral na Meia Maratona Internacional do Rio de Janeiro   |
| Minas Gerais              | Campeão da Primeira Meia Maratona Internacional de Belo Horizonte                            |
| Brasil                    | Campeão da 7ª Etapa do Circuito Caixa de Fortaleza                                           |
| Minas Gerais              | Campeão da 14ª Corrida Nacional dos Carteiros, em Belo Horizonte                             |
| São Paulo                 | Campeão da Corrida Internacional do Planeta, em Campos do Jordão                             |
| São Paulo                 | Campeão da Corrida Nacional da Track Field, em Ribeirão Preto                                |
| Minas Gerais              | Campeão da 6ª Etapa do Circuito de Corridas da Caixa                                         |
| Brasil                    | Campeão da 10ª Corrida Internacional 9 de Julho                                              |
| Rio Grande do Sul         | Campeão e Vice da 5ª Etapa do Circuito Caixa em Porto Alegre                                 |
| Minas Gerais              | 1ª, 2ª 3ª e 4ª Colocação na 4ª Corrida do Clube Recreativo Dom Pedro de Conselheiro Lafaiete |
| Minas Gerais              | Bicampeão da 60ª Corrida Internacional da Fogueira de Patrocínio                             |
| Minas Gerais              | Campeão e vice do Circuito Adidas de Inverno de Belo Horizonte                               |
| Minas Gerais              | Campeão e vice do 1° Circuito de Corrida de Rua de Formiga                                   |
| Itália                    | Campeão da 5ª Corrida Fundação Torino                                                        |
| Brasil                    | Campeão da 4ª Etapa do Circuito CAIXA                                                        |
| Brasil                    | Campeão da 3ª Etapa do Circuito CAIXA                                                        |
| Brasil                    | Campeão da 2ª Etapa do Circuito CAIXA                                                        |
| São Paulo                 | Campeão da 63ª Corrida Internacional de Aleluia de São Roque-SP                              |
| Sergipe                   | Campeão da 27ª Corrida de Aracaju                                                            |
| São Paulo                 | Campeão 4ª Meia Maratona Internacional de São Paulo                                          |
| Minas Gerais              | Campeão da Corrida Volta ao Cristo, em Poços de Caldas-MG                                    |
| 2009                      | 2009                                                                                         |
| Minas Gerais              | Competição                                                                                   |
| Espírito Santo (estado)   | Campeão da Corrida Nacional de Itaguara-MG                                                   |
| Minas Gerais              | Campeão da Corrida dos Carteiros de Vitória-ES                                               |
| Minas Gerais              | Campeão da Corrida da Cemig-MG                                                               |
| Minas Gerais              | Campeão do Circuito Verão Adidas em BH                                                       |
| Minas Gerais              | Campeão da 11ª Volta Internacional da Pampuha                                                |
| Minas Gerais              | Campeão da 43ª Prova Pedestre Sargento Gonzaguinha                                           |
| Espírito Santo (estado)   | Campeão da 20ª Corrida de Dez Milhas Garoto Internacional, Vitória/Vila Velha-ES             |
| Minas Gerais              | Campeão da 1ª Etapa do Circuito de Inverno em Belo Horizonte, na Orla da Pampulha            |
| Minas Gerais              | Campeão da 62ª Corrida da Fogueira em Juiz de Fora                                           |
| Paraná                    | Campeão da 3ª Maratona Internacional das Cataratas do Iguaçú, em Foz do Iguaçu-PR            |
| Rio de Janeiro            | Campeão da 3ª Meia Maratona Internacional da Caixa no Rio de Janeiro                         |
| Minas Gerais              | Campeão da 59ª Corrida da Fogueira, em Patrocínio-MG                                         |
| Minas Gerais              | Campeão da 4ª Corrida Internacional João César de Oliveira, em Contagem-MG                   |
| São Paulo                 | Campeão da 1ª Etapa do Circuito Caixa em Ribeirão Preto-SP                                   |
| Rio de Janeiro            | Campeão da Meia Maratona da Embratel de Cabo Frio-RJ                                         |
| Sergipe                   | Campeão dos 25 km da Corrida Cidade de Aracaju-SE                                            |
| Distrito Federal (Brasil) | Campeão da 4ª Corrida do Coração de Ceilândia-DF                                             |
| São Paulo                 | Campeão da Corrida da Aleluia de São Roque-SP                                                |
| Distrito Federal (Brasil) | Campeão da 3ª Maratona de Revezamento de Brasília-DF                                         |
| Goiás                     | Campeão da 3ª Etapa do Circuito Caixa em Goiânia-GO                                          |
| São Paulo                 | Campeão da Corrida 455 Anos da Cidade de São Paulo                                           |
| Distrito Federal (Brasil) | Campeão da 39ª Corrida de Reis em Brasília-DF                                                |
| São Paulo                 | Campeão da 78ª Corrida da Penha em São Paulo                                                 |
| São Paulo                 | Campeão da 16ª Maratona de Revezamento do Pão de Açúcar em São Paulo                         |
| São Paulo                 | Campeão da 61ª Corrida da Aleluia de São Roque-SP                                            |
| Mato Grosso do Sul        | Campeão da Primeira Etapa do Circuito Caixa em Campo Grande-MS                               |
| Minas Gerais              | Campeão da Corrida Sargento Gonzaguinha                                                      |
| Minas Gerais              | Campeão da Corrida de Aniversário de Ipatinga-MG                                             |
| Rio de Janeiro            | Campeão da Meia Maratona Internacional Caixa do Rio de Janeiro                               |
| Minas Gerais              | Campeão da 14ª Corrida de Pentecostes de Divinópolis-MG                                      |
| São Paulo                 | Campeão do 3º Desafio Internacional da Subida da Mata Atlântica de Cubatão-SP                |
| Minas Gerais              | Campeão da 58ª Corrida da Fogueira de Patrocínio-MG                                          |
| Minas Gerais              | Campeão do 40º Revezamento Super na Etapa de Belo Horizonte                                  |
| Minas Gerais              | Campeão da 2ª Corrida do Grande Hotel de Araxá-MG                                            |
| Rio Grande do Sul         | Campeão da Maratona Internacional de Porto Alegre/Geral                                      |
| Rio Grande do Sul         | Campeão da Maratona Internacional de Porto Alegre/Veteranos                                  |
| Minas Gerais              | Campeão da 1ª Meia Maratona Internacional de Betim-MG                                        |
| Minas Gerais              | Campeão da 2ª Corrida de Aniversário de Igarapé-MG                                           |
|                           | Campeão da Meia Maratona de Esquel Paraíso da Argentina                                      |
| Minas Gerais              | Campeão da 24ª Corrida da Ressaca de Mariana-MG                                              |
| Minas Gerais              | Campeão da 22ª Corrida de Carnaval de Lambari-MG                                             |
| 2008                      | 2008                                                                                         |
|                           | Competição                                                                                   |
| Mato Grosso               | Campeão da Corrida de Reis em Cuiabá                                                         |
| Distrito Federal (Brasil) | Campeão da Corrida de Reis em Brasília                                                       |
| 2007                      | 2007                                                                                         |
|                           | Competição                                                                                   |
| Minas Gerais              | Campeão da Volta Internacional da Pampulha                                                   |
| Rio de Janeiro            | Campeão da Maratona dos Jogos Pan-Americanos do Rio                                          |
| Rio de Janeiro            | Campeão da Meia Maratona Internacional do Rio de Janeiro                                     |
| São Paulo                 | Tetra-Campeão da Corrida da Integração de Campinas da Rede Globo                             |
| 2006                      | 2006                                                                                         |
|                           | Competição                                                                                   |
| Brasil                    | Campeão na Corrida de São Silvestre                                                          |
| 2003                      | 2003                                                                                         |
|                           | Competição                                                                                   |
| São Paulo                 | Campeão da Maratona Internacional de São Paulo                                               |
| São Paulo                 | Bicampeão do Revezamento das Três Américas/Pão de Açúcar                                     |
| 2001                      | 2001                                                                                         |
|                           | Competição                                                                                   |
| Rio de Janeiro            | Campeão da Meia Maratona Internacional do Rio de Janeiro                                     |
| ------------------------- | -------------------------------------------------------------------------------------------- |